# NGC 1124
NGC 1124 is een lensvormig sterrenstelsel in het sterrenbeeld Oven. Het hemelobject werd in 1886 ontdekt door de Amerikaanse astronoom Ormond Stone.

## Synoniemen
- PGC 10838
- ESO 480-7
- MCG -4-7-47